# Murg (Thur)
Die Murg ist ein 34 km langer, südsüdöstlicher und linker Nebenfluss der Thur in den Schweizer Kantonen St. Gallen und Thurgau.
Neben Necker, Sitter und Glatt ist die Murg einer der wichtigsten Zuflüsse der Thur.

## Geographie

### Verlauf
Die Murg entspringt im Kanton St. Gallen auf einer Höhe von etwa 960 m ü. M. beim Schlattberg oberhalb von Mühlrüti.
Sie fliesst in nordnordwestlicher Richtung durch das Murgtal und mündet schliesslich bei Warth in der Nähe von Frauenfeld auf einer Höhe von ungefähr 386 m ü. M. von Südsüdosten und links in die aus dem Osten heranziehende Thur. 
Ihr etwa 34 km langer Lauf endet ungefähr 574 Höhenmeter unterhalb ihres Ursprungs, sie hat somit ein mittleres Sohlgefälle von etwa 17 ‰.

### Einzugsgebiet
Das 213,45 km² grosse Einzugsgebiet der Murg liegt im Schweizer Mittelland und wird durch sie über die Thur und den Rhein zur Nordsee entwässert.
Es besteht zu 29,7 % aus bestockter Fläche, zu 55,8 % aus Landwirtschaftsfläche, zu 13,6 % aus Siedlungsfläche und zu 1,0 % aus unproduktiven Flächen.
Die Flächenverteilung
Die mittlere Höhe des Einzugsgebietes beträgt 596,6 m ü. M., die minimale Höhe liegt bei 384 m ü. M. und die maximale Höhe bei 1021 m ü. M.

### Zuflüsse
Die Lützelmurg und die Lauche fliessen in Matzingen in die Murg. Der Tuenbach vereint sich kurz vor deren Mündung in die Murg mit der Lauche. Während die Lützelmurg der längste Zufluss der Murg ist, hat die Lauche das grösste Einzugsgebiet und den höchsten mittleren Abfluss.
Zuflüsse der Murg ab 5 km Länge
| Name              | GKZ      | Lage   | Länge in km | EZG in km² | MQ in m³/s | Mündung Koordinaten                 | Mündungshöhe in m | Bemerkungen                                     |
| ----------------- | -------- | ------ | ----------- | ---------- | ---------- | ----------------------------------- | ----------------- | ----------------------------------------------- |
| Aubach            | CH000258 | links0 | 003,3000    | 0004,260   | 0000,110   | beim Kloster Fischingen, Fischingen | 617,000000        |                                                 |
| Tanneggerbach     | CH002075 | links0 | 006,1000    | 0010,720   | 0000,280   | bei Boland, Oberwangen              | 573,900000        |                                                 |
| Aumühlebach       | CH002077 | rechts | 004,9000    | 0006,110   | 0000,150   | bei Boland, Oberwangen              | 570,300000        | Alternativname: Aumülibach                      |
| Littenheiderkanal | CH002074 | rechts | 005,6000    | 0007,690   | 0000,150   | bei Wies, Wiezikon bei Sirnach      | 549,500000        | Alternativnamen: Egelseekanal, "Moswangerkanal" |
| Chrebsbach        | CH002073 | rechts | 007,5000    | 0015,810   | 0000,330   | bei Büel, St. Margarethen           | 497,100000        | Alternativname: Chräbsbach                      |
| Tüelbach          | CH002072 | links0 | 002,4000    | 0002,820   |            | bei Risi, Wängi                     | 476,900000        |                                                 |
| Lauche            | CH002068 | rechts | 015,9000    | 0061,930   | 0000,950   | in Matzingen                        | 440,100000        |                                                 |
| Lützelmurg        | CH000659 | links0 | 019,0000    | 0043,400   | 0000,910   | bei Matzingen                       | 437,100000        |                                                 |
| Mülitöbeli        | CH002061 | rechts | 002,9000    | 0002,060   |            | in Frauenfeld                       | 393,700000        | Gewässername von Flurbezeichnung abgeleitet     |
| Murg              |          |        | 034,2000    | 0213,450   | 0004,110   | bei Warth                           | 38600000          | Mündet in die Thur                              |

Anmerkungen zur Tabelle
1. ↑  Von der Quelle zur Mündung. Daten von Swisstopo (map.geo.admin.ch)
2. ↑  Die Daten der Murg zum Vergleich

### Gemeinden am Lauf der Murg
Am Ufer der Murg liegen von der Quelle bis zur Mündung folgende Gemeinden: Mosnang, Kirchberg, Fischingen, Sirnach, Münchwilen, Wängi, Stettfurt, Matzingen und Frauenfeld. Früher lag Frauenfeld am rechten Ufer der Murg. Aufgrund der regen Bautätigkeit in den letzten Jahrhunderten fliesst die Murg nun jedoch durch die Stadt, was zum Bau zahlreicher kleiner Brücken führte.

## Hydrologie
Bei der Mündung der Murg in die Thur beträgt ihre modellierte mittlere Abflussmenge (MQ) 4,11 m³/s. Ihr Abflussregimetyp ist pluvial inférieur, und ihre Abflussvariabilität beträgt 25.

## Wirtschaft und Verkehr

### Wasserkraft
Die Murg trieb einst zahlreiche Mühlen an, darunter die Mühle Matzingen. Ab etwa 1830 siedelten sich neue Textilfabriken in Sirnach, Münchwilen, Rosental, Wängi, Jakobstal, Matzingen, Murkart und Frauenfeld an und nutzten die Wasserkraft der Murg.

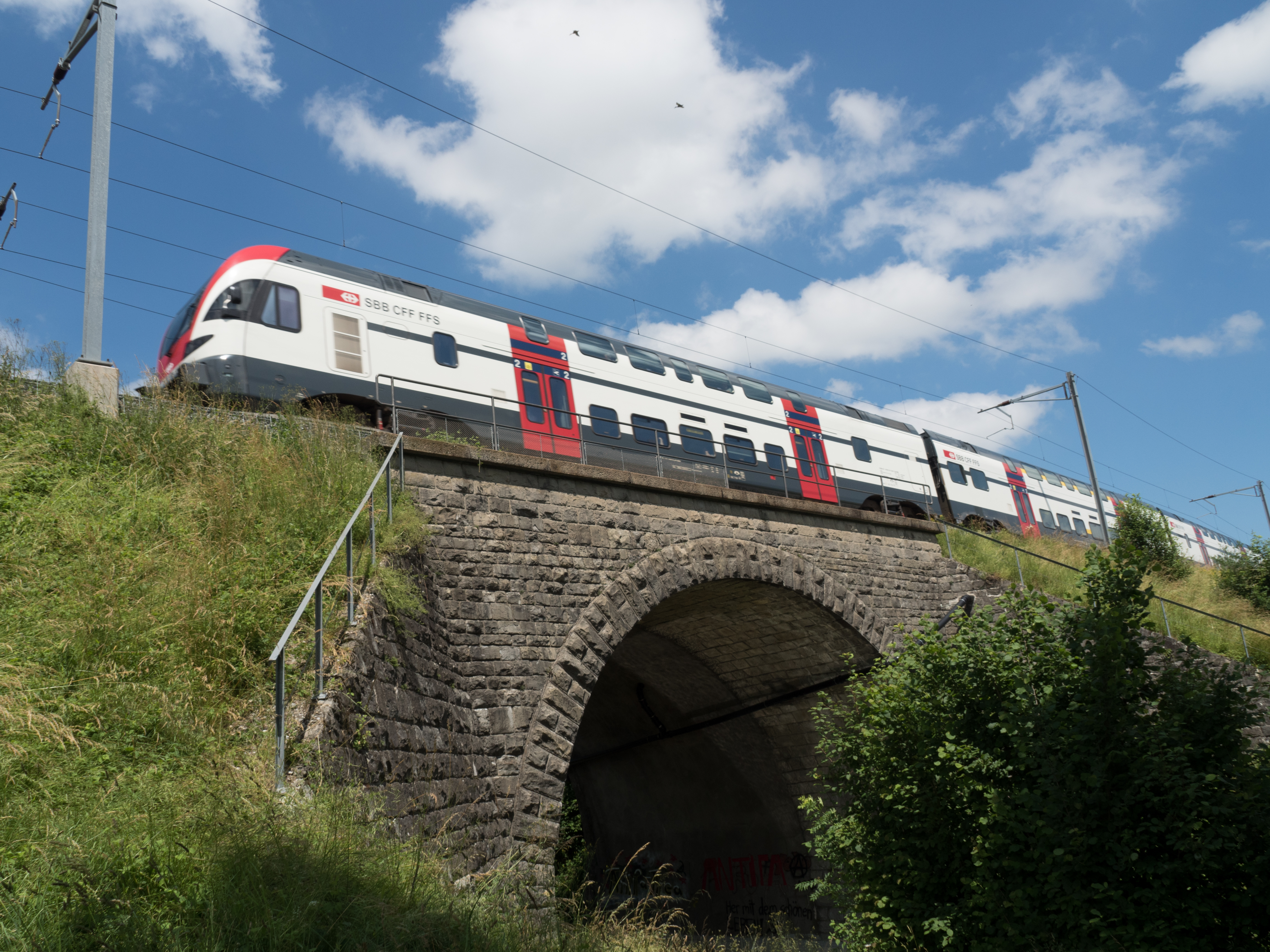
SBB Eisenbahnbrücke über die Murg, Sirnach TG

### Brücken
Auf ihrem Weg wird die Murg von rund 80 Brücken überspannt. Über ein Drittel davon befinden sich in Frauenfeld.

### Bahn
Die Frauenfeld-Wil-Bahn von Wil nach Frauenfeld fährt ab Münchwilen entlang des Murgtals.

## Fischerei
In der Murg gibt es neben Bachforellen u. a. die Fische Alet, Barben und Groppen. Bei der Besatzung wird inzwischen auf den Einsatz von Regenbogenforellen verzichtet.

## Jakobsweg
Der Schweizer Jakobsweg, auch «Schwabenweg» genannt, verläuft teilweise entlang der Murg, besonders in Münchwilen, Sirnach bis Fischingen.

## Bildergalerie

Die Murg
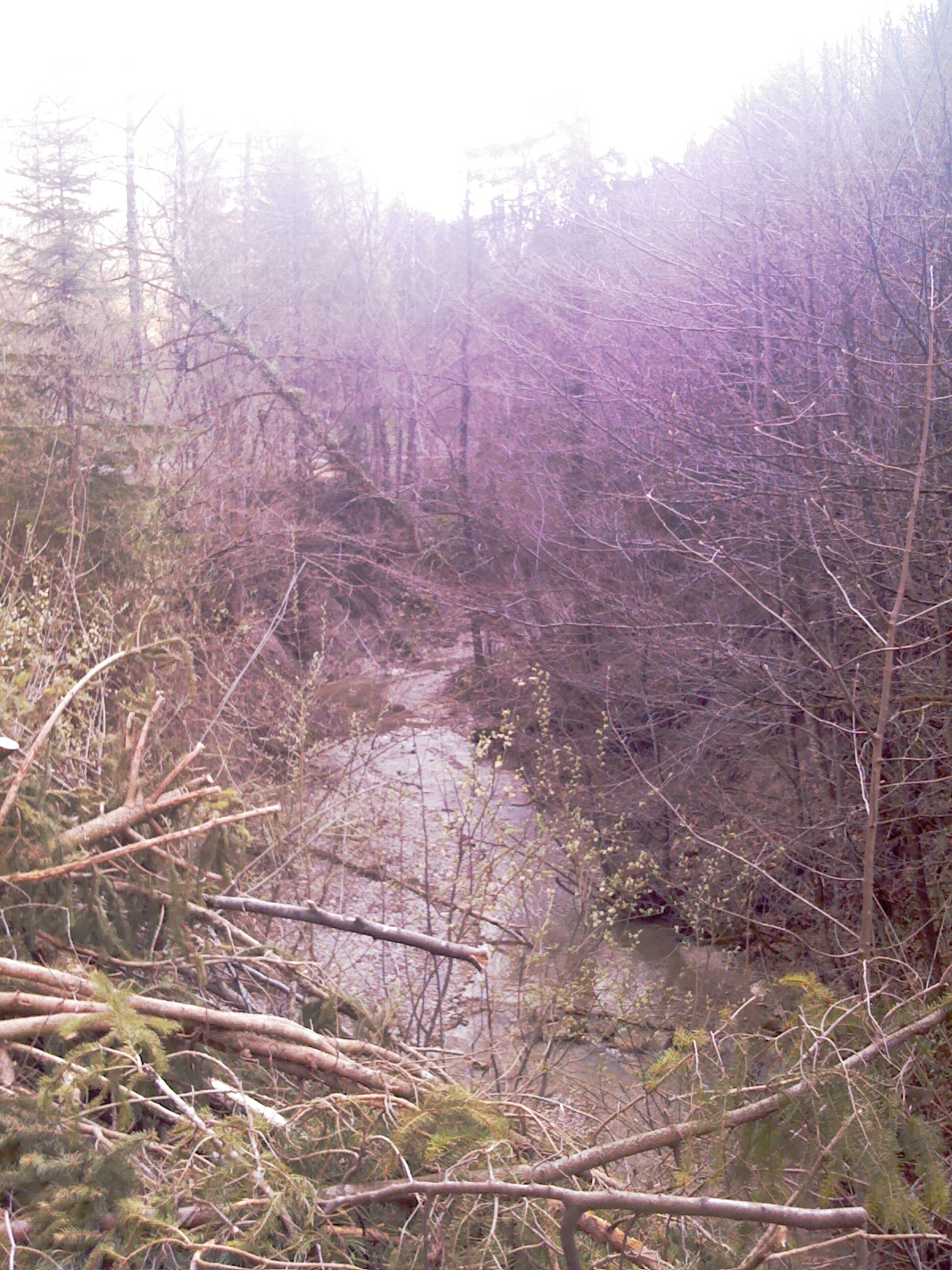
Zwischen Mühlrüti und Fischingen
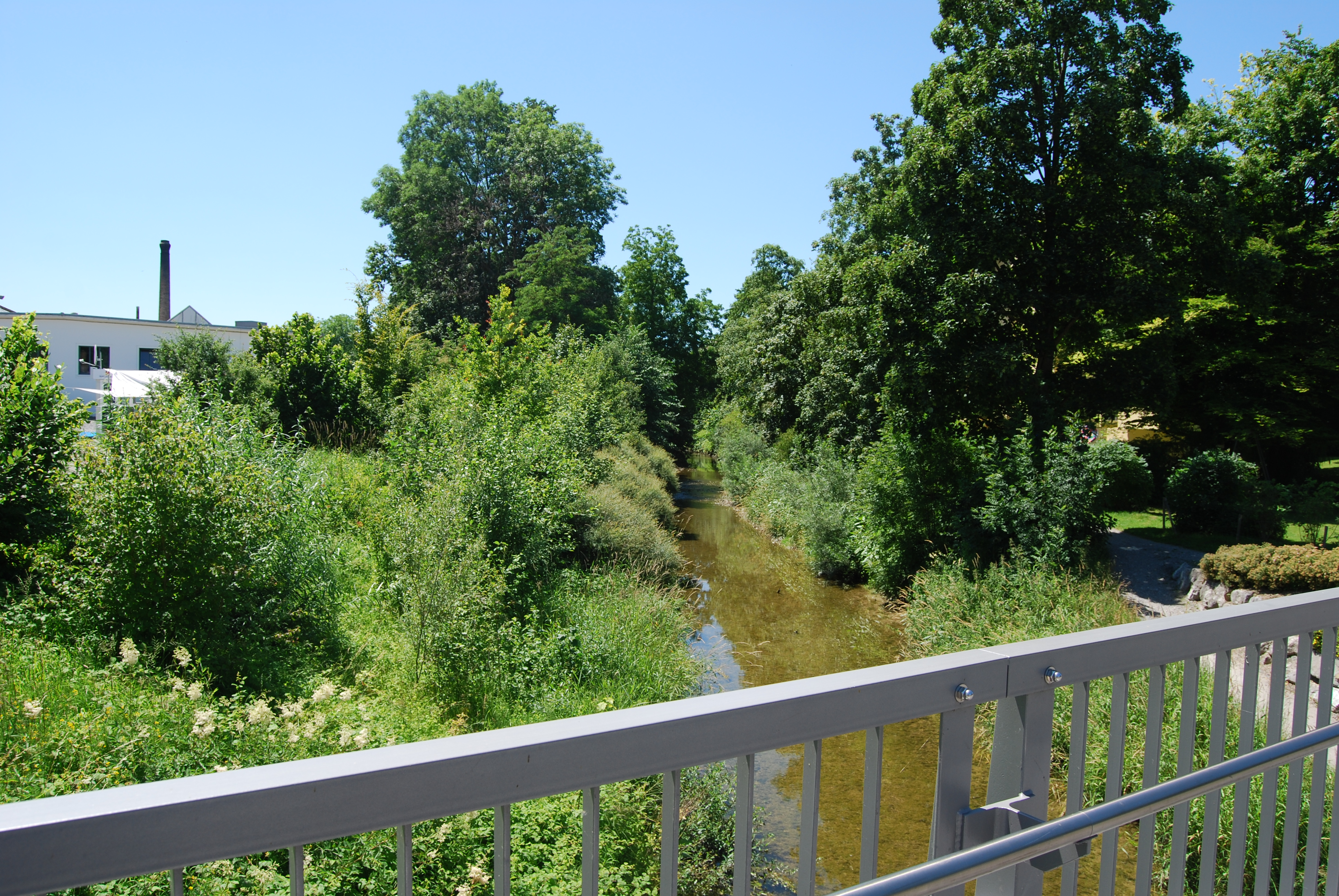
In Sirnach
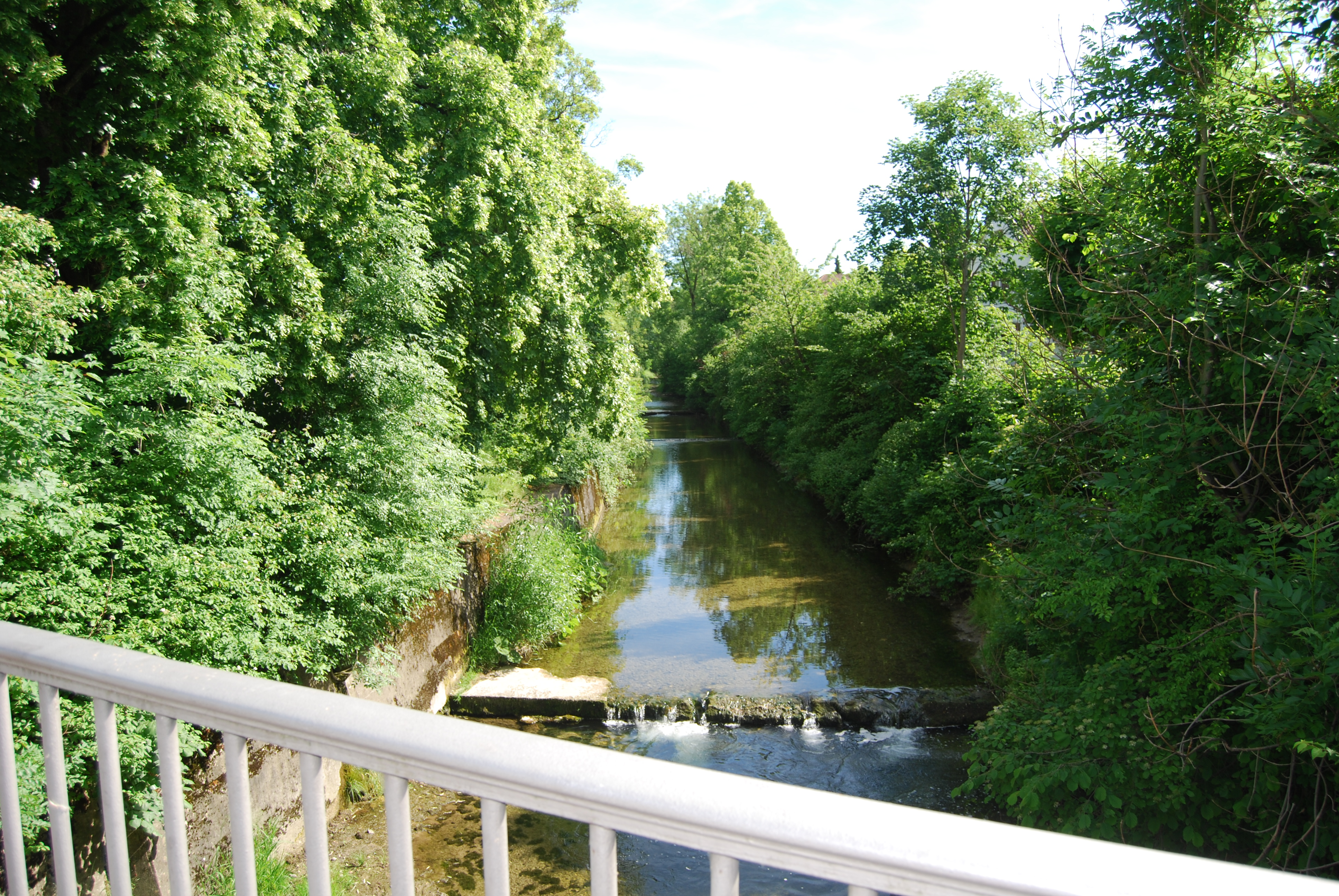
In Münchwilen
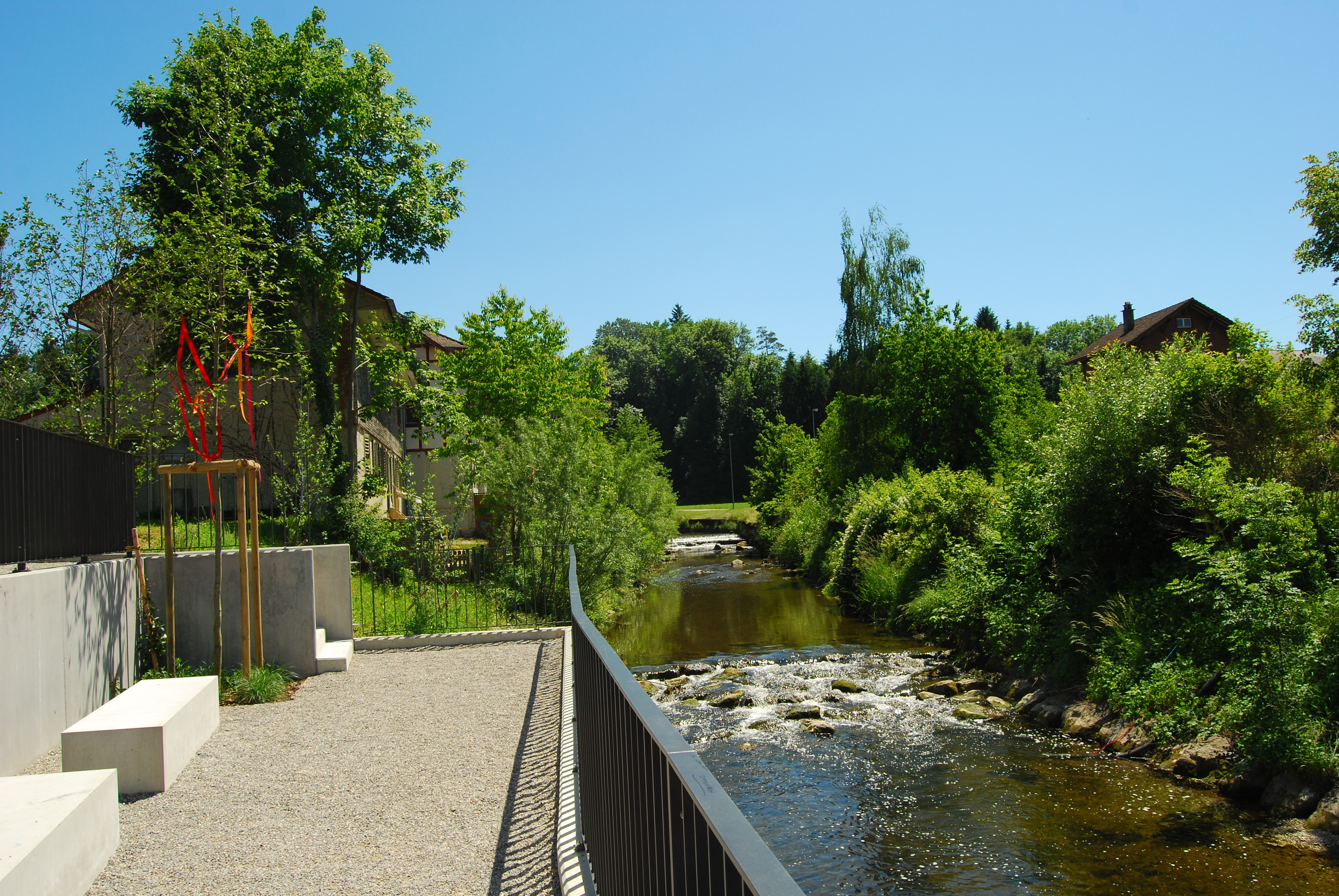
In Wängi
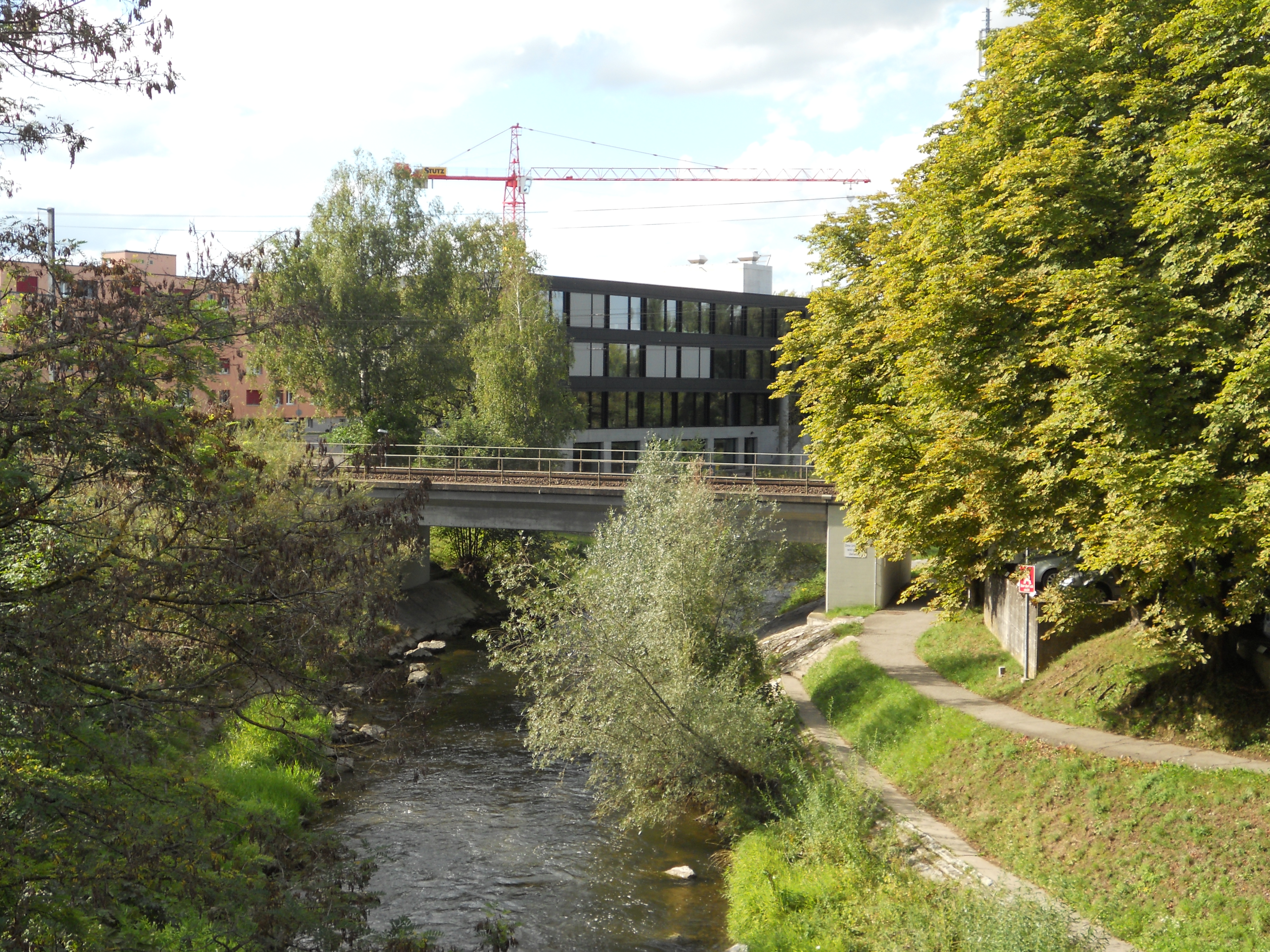
In Frauenfeld
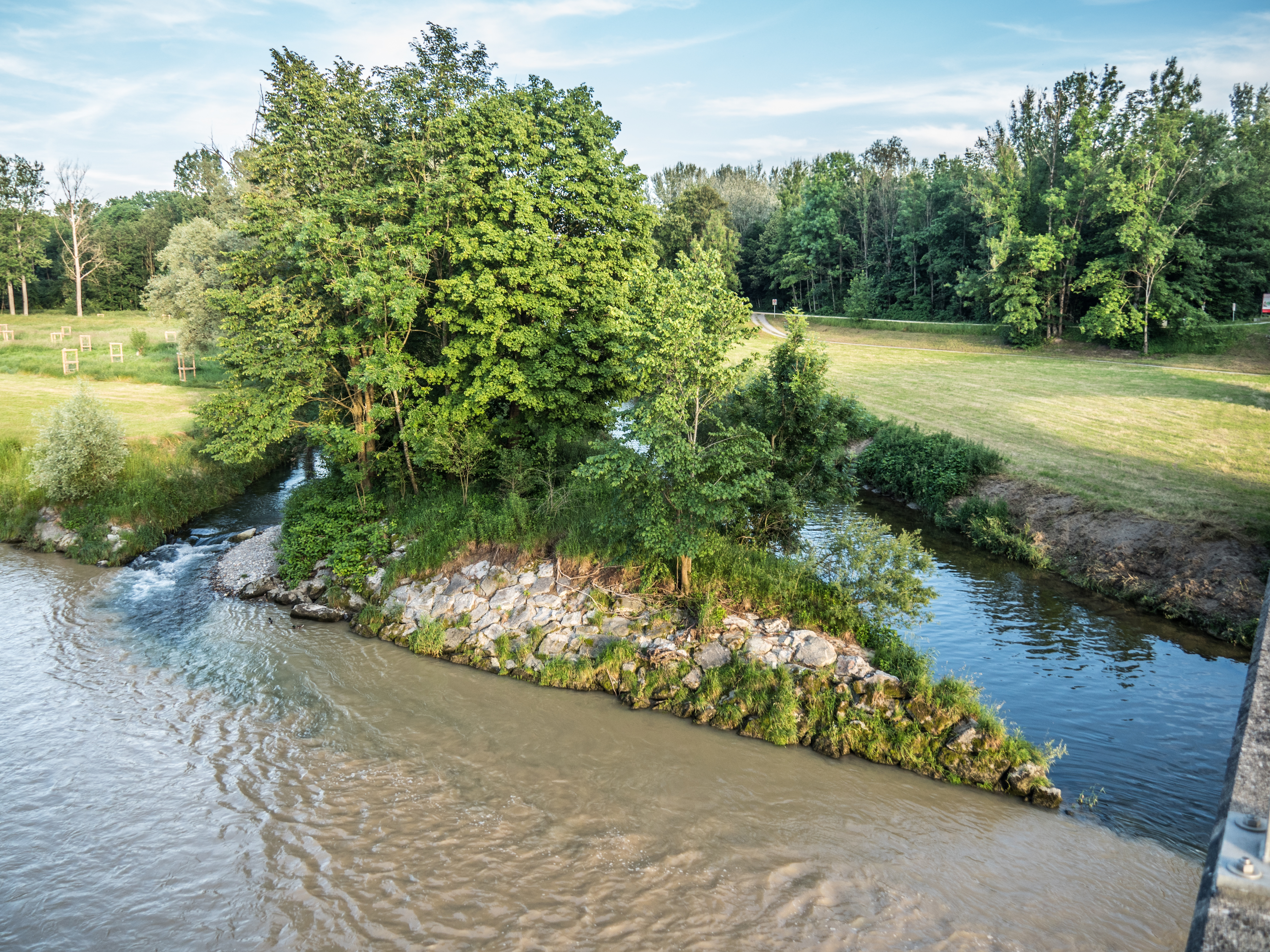
Mündung der Murg (rechts) in die Thur (unten) bei Warth